# Krajišnik (Sečanj)
Pour les articles homonymes, voir Krajišnik.
Krajišnik (en serbe cyrillique : Крајишник ; en hongrois : Istvánfölde ; en allemand : Stefansfeld) est une localité de Serbie située dans la province autonome de Voïvodine. Elle fait partie de la municipalité de Sečanj dans le district du Banat central. Au recensement de 2011, elle comptait 1 729 habitants.
La localité portait autrefois le nom de Šupljaja (Шупљаја). Ce nom figure dans des archives datant de 1660. 

## Démographie

### Évolution historique de la population
| 1948  | 1953  | 1961  | 1971  | 1981  | 1991  | 2002  | 2011  |
| ----- | ----- | ----- | ----- | ----- | ----- | ----- | ----- |
| 3 926 | 3 733 | 3 357 | 2 712 | 2 495 | 2 428 | 2 241 | 1 729 |

|  |